# Тихоокеански флот на Съединените щати
Тихоокеанският флот на Съединените щати (на английски: United States Pacific Fleet или USPACFLT) е командно ниво на Военноморските сили на Съединените американски щати, разположени в Тихия океан. Той осигурява военноморски сили на Индо-тихоокеанското командване на САЩ. Щабът на флота е в базата Пърл Харбър, Хаваи, с големи вторични съоръжения на остров Норт и залива Сан Диего на континенталната част.
Тихоокеанският флот е създаден през 1907 г. с комбинирането на Азиатската и Тихоокеанската ескадра. През 1910 г. корабите от Първа ескадра са организирани обратно в отделен азиатски флот. С директива 94 от 6 декември 1922 г. се организира флота на Съединените щати и за Тихия океан е обособен боен флот. До май 1940 г. флотът е разположен на западния бряг на САЩ. Щаб, бойни кораби, самолетоносачи и тежки крайцери са разположени в пристанището Сан Педро на Лос Анджелис, близо до военноморската корабостроителница Лонг Бийч. Леки крайцери, разрушители и подводници са разположени в Сан Диего. През лятото на същата година, като част от отговора на САЩ на японския експанзионизъм, на флота е наредено да заеме позиция в Пърл Харбър, Хавай. Командващият адмирал Джеймс Ричардсън се противопоставя на дългосрочно базиране в Пърл Харбър и лично протестира във Вашингтон. Политическите съображения са смятани за достатъчно важни и той е заменен от адмирал Хъзбанд Кимел.
Тихоокеанският флот е официално пресъздаден на 1 февруари 1941 г., когато директива 143 разделя флота на Съединените щати на Атлантически, Тихоокеански и Азиатски.